# اتفاقية كراتشي
تم التوقيع على اتفاقية كراتشي عام 1949 من قبل الممثلين العسكريين للهند وباكستان، تحت إشراف لجنة الأمم المتحدة للهند وباكستان، بعد الحرب الباكستانية الهندية عام 1947.  وأنشأت الاتفاقية خط لوقف إطلاق النار في كشمير يشرف عليه مراقبو الأمم المتحدة منذ ذلك الحين. 

## خلفية
أنشأ قرار مجلس الأمن رقم 39 الصادر في أبريل 1948 لجنة تابعة للأمم المتحدة (لجنة الأمم المتحدة للهند وباكستان) للتوسط بين الهند وباكستان من أجل وقف القتال في كشمير واتخاذ الترتيبات اللازمة لإجراء استفتاء شعبي. بعد مفاوضات مع الجانبين، أصدرت اللجنة قرارًا من ثلاثة أجزاء في أغسطس 1948 وأضافت لاحقًا «ملحقًا». وتناولت الأجزاء الثلاثة وقف إطلاق النار وشروط الهدنة وإجراءات التفاوض بشأن الاستفتاء. وافق البلدان على القرار وتم التوصل إلى وقف إطلاق النار في 31 ديسمبر 1948.

## الاتفاق

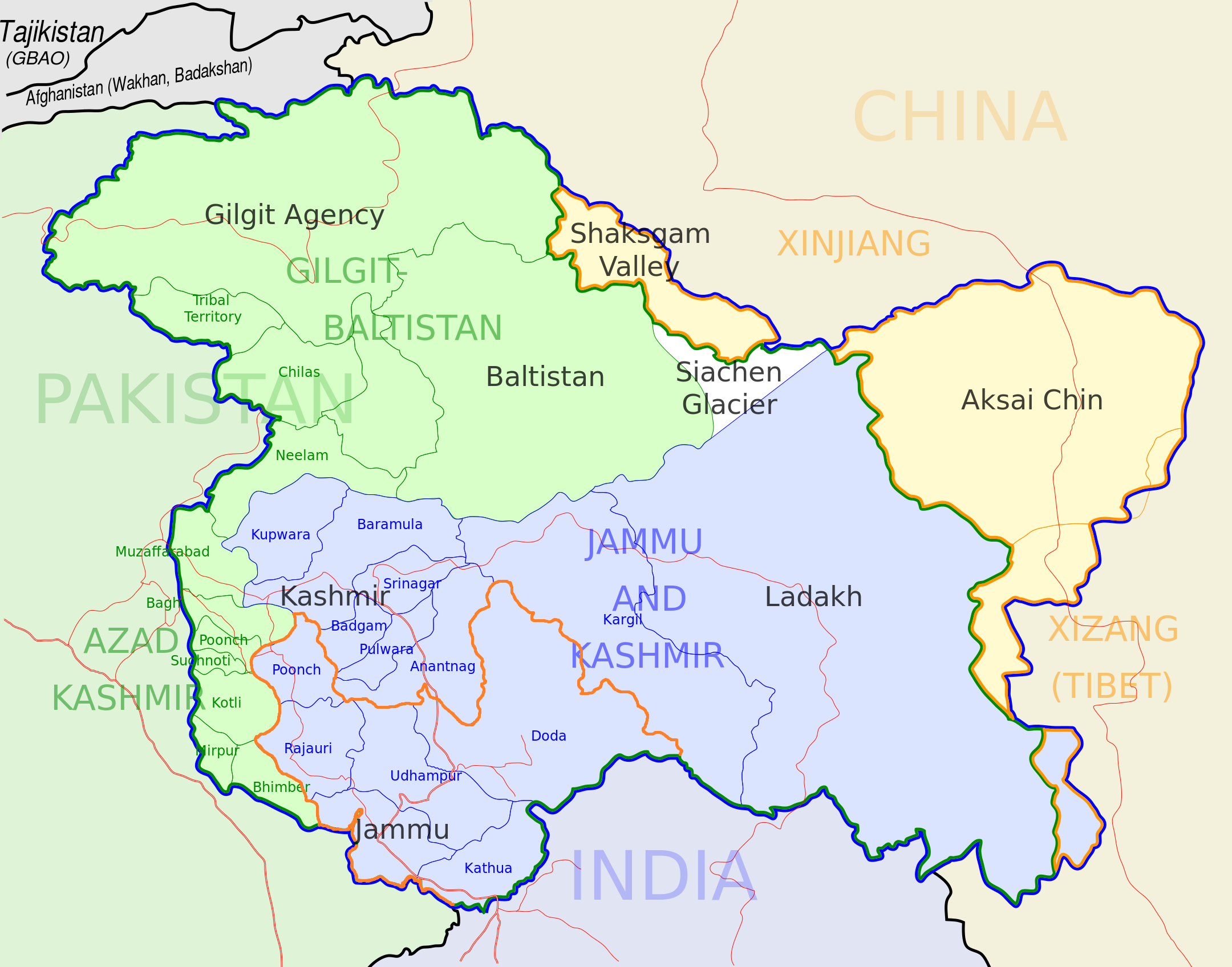
الولاية الأميرية لجامو وكشمير مع تحديد خط السيطرة الحالي في عام 1972 (على غرار عام 1949)

اتفاقية كراتشي، التي تسمى رسميًا الاتفاقية بين الممثلين العسكريين للهند وباكستان بشأن إنشاء خط لوقف إطلاق النار في ولاية جامو وكشمير، تم التوقيع عليها في 27 يوليو 1949، تحت إشراف لجنة الهدنة الفرعية التابعة للجنة الأمم المتحدة للهند وباكستان. 
الموقعون هم:
1. الفريق ساتياوانت مالانا شرينجش، عن الهند
2. اللواء والتر جوزيف كاوثورن، عن باكستان
3. هيرناندو سامبر وم. ديلفوا، عن لجنة الأمم المتحدة للهند وباكستان.

والأعضاء الآخرون في الوفد الهندي هم اللواء كودانديرا ثمايا، العميد سام مانكشو، الرائد سرينيفاس سينها، ووكيلا وزارة الدفاع ووزارة شؤون كشمير. وضم الوفد الباكستاني اللواء نذير أحمد والعميد شير خان وموظفو الخدمة المدنية م. أيوب وأ. خان. تفاوض الممثلون العسكريون للجانبين لمدة أسبوع ابتداء من 18 يوليو لترسيم المواقع الخاضعة لسيطرتهم.  
وصرح سينها أن رئيس الوزراء جواهر لال نهرو أطلع الوفد الهندي قبل اجتماع كراتشي، حيث أبلغهم أن قرار الأمم المتحدة يقر بشرعية انضمام كشمير إلى الهند، وبالتالي فإن أي «منطقة محرمة» ستكون ملكًا للهند. سيحتاج الوفد الباكستاني إلى تقديم دليل إلى لجنة الأمم المتحدة على المواقف الواقعية لسيطرته على جميع الأراضي التي يطالبون بها. ذكر سينها أنه بناءً على هذا المبدأ، حددت الاتفاقية عدة مئات من الأميال المربعة من الأراضي على الجانب الهندي على الرغم من عدم وجود قوات هندية في تلك المنطقة.

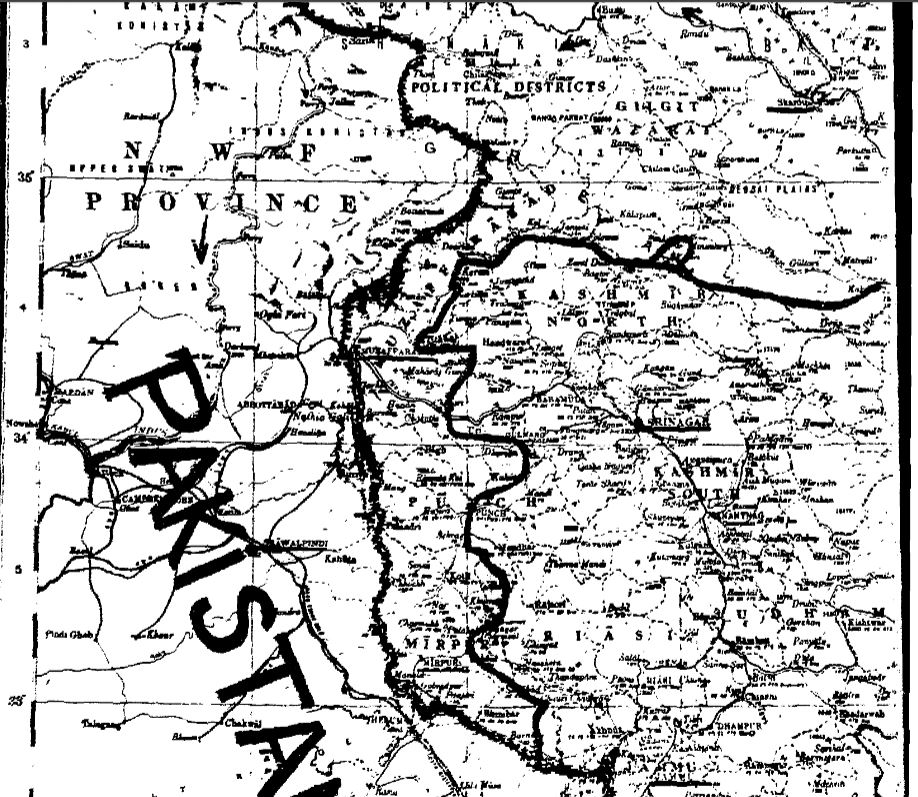
خط وقف إطلاق النار لعام 1949

بدأ خط وقف إطلاق النار البالغ طوله 830 كيلومترا والمنصوص عليه في الاتفاقية من أقصى نقطة جنوبي غربي نهر تشيناب في جامو. واصل الخط في قوس تقريبي شمالًا ثم باتجاه الشمال الشرقي إلى إحداثي NJ9842، حوالي 19 كم شمال نهر شيوك. 
من إحداثي NJ9842، قيل إنه يمتد شمالًا إلى الحدود الدولية مع الصين، على مسافة حوالي 60-65 كم. نظرًا لعدم وجود قوات في تلك المنطقة من التضاريس الجليدية التي يتعذر الوصول إليها، لم يتم بذل أي جهد لتوسيع خط وقف إطلاق النار بين NJ9842 والحدود الصينية. أصبحت هذه المنطقة، من نهر سياشين الجليدي، في نهاية المطاف موضع خلاف بين الهند وباكستان. 
نشأ شذوذ آخر عند الطرف الجنوبي لخط وقف إطلاق النار في جامو. من نهاية خط وقف إطلاق النار إلى الحدود الدولية بين البنجاب الهندية والباكستانية، كانت هناك فجوة تزيد عن 200 كم، والتي كانت تغطيها «حدود إقليمية» معترف بها بين البنجاب الباكستانية والولاية الأميرية لجامو وكشمير. أشارت الهند عمومًا إلى هذه الحدود باسم «الحدود الدولية»، بينما أشارت إليها باكستان باسم «الحدود» أو «حدود العمل». 

## خريطة الاتفاقية
وثيقة الأمم المتحدة رقم S/1430/Add.2  (وهي الإضافة الثانية لاتفاقية كراتشي لعام 1949) توضح خط وقف إطلاق النار المحدد على خريطة ولاية جامو وكشمير. نص هذا الإضافة كما يلي:
خريطة لولاية جامو وكشمير تظهر خط وقف إطلاق النار على النحو المتفق عليه في اتفاقية كراتشي، والتي صدقت عليها حكومتا الهند وباكستان في 29 و30 يوليو على التوالي. (انظر الملحق 26 بالتقرير المؤقت الثالث للجنة الأمم المتحدة للهند وباكستان) 

### خريطة للأمم المتحدة توضح خط وقف إطلاق النار حسب اتفاقية كراتشي
|  |  |  |

نصت اتفاقية كراتشي بين الهند وباكستان على إنشاء خط لوقف إطلاق النار يشرف عليه المراقبون العسكريون. شكل هؤلاء المراقبون، بقيادة المستشار العسكري، نواة فريق مراقبي الأمم المتحدة العسكريين في الهند وباكستان. في 30 آذار (مارس) 1951، بعد إنهاء لجنة الأمم المتحدة للهند وباكستان، قرر مجلس الأمن بموجب القرار 91 (1951) أن يواصل فريق مراقبي الأمم المتحدة العسكريين في الهند وباكستان الإشراف على خط وقف إطلاق النار في كشمير. كانت مهام الفريق هي مراقبة الشكاوى المتعلقة بانتهاكات وقف إطلاق النار والإبلاغ عنها والتحقيق فيها وتقديم نتائجها إلى كل طرف وإلى الأمين العام.

## روابط خارجية
- النص الكامل للاتفاقية.
- نص الاتفاقية.
- النص الكامل لاتفاق كراتشي، صانع السلام التابع للأمم المتحدة.
- خريطة الأمم المتحدة تظهر خط وقف إطلاق النار وفقًا لاتفاقية كراتشي - وثيقة الأمم المتحدة رقم S / 1430 / Add.2، مكتبة داغ الرقمية - الأمم المتحدة.
- لجنة الأمم المتحدة للهند وباكستان: مرفقات التقرير المؤقت، الملحق 26.
- جمبع اتفاقيا السلام للهند، صانع سلام الأمم المتحدة.
- جميع اتفاقيات السلام لباكستان، صانع السلام التابع للأمم المتحدة.

## فهرس
- Bhattacharya، Brig. Samir (2013)، NOTHING BUT!: Book Three: What Price Freedom، Partridge Publishing، ISBN:978-1-4828-1625-9، مؤرشف من الأصل في 2021-10-31978-1-4828-1625-9
- جون شيريان، بقعة ضوء على Siachen ، فرونت لاين 17 يوليو 1999
- Hilaire، Max (2005)، United Nations Law And the Security Council، Ashgate Publishing, Ltd، مؤرشف من الأصل في 2021-11-06
- Wirsing، Robert (1998)، War or Peace on the Line of Control? The India-Pakistan Dispute over Kashmir Turns Fifty، University of Durham, International Boundaries Research Unit، ص. 9–11، ISBN:1-897643-31-4، مؤرشف من الأصل في 2021-10-231-897643-31-4

## روابط خارجية
- اتفاقية كراتشي، موقع الأمم المتحدة لصنع السلام.